# جف اف. کینگ
جف اف. کینگ (انگلیسی: Jeff F. King) یک کارگردان فیلم، فیلم‌نامه‌نویس، کارگردان تلویزیونی، و تهیه‌کننده تلویزیونی اهل کانادا است.
از فیلم‌ها یا مجموعه‌های تلویزیونی که وی در آن‌ها نقش داشته است می‌توان به شکارچی حرفه‌ای، یقه سفید، دروازه ستارگان اس‌جی-۱ و به‌سوی جنوب اشاره نمود.